# Profesionalen Basketbolen klub CSKA Sofia
Il P.B.K. CSKA Sofia è una società cestistica avente sede a Sofia, in Bulgaria. Fondata nel 1948, ha giocato nel campionato bulgaro. Per problemi economici si è ritirata dalla massima divisione bulgara nel 2009 e le è stata revocata l'affiliazione dalla Federazione cestistica della Bulgaria nel 2012.
Ha fatto parte della polisportiva CSKA Sofia, la cui sezione di pallacanestro comprendeva sia la formazione maschile che quella femminile. Come altre formazioni sportive dell'Est Europa, la dicitura CSKA indica che la squadra è nata come formazione dell'esercito nazionale.
Disputava le partite interne nella Universiada Hall, che ha una capacità di 3.000 spettatori.

## Palmarès
- Campionato bulgaro: 12

1948-49, 1949-50, 1950-51, 1964-65, 1966-67, 1976-77, 1979-80, 1982-83, 1983-84, 1989-90, 1990-91, 1991-92
- Coppa di Bulgaria: 18

1953, 1955, 1962, 1963, 1973, 1974, 1977, 1978, 1980, 1981, 1984, 1985, 1989, 1990, 1991, 1992, 1994, 2005
- Division A: 1

2021-22